# Filemon Rodrigues
Filemon Rodrigues da Silva ComMM (Mamanguape, 19 de junho de 1942) é um pastor pentecostal e político brasileiro filiado ao Partido Liberal (PL). Por Minas Gerais e posteriormente pela Paraíba, foi deputado federal durante quatro mandatos.
Filho de Antônio Maximino Rodrigues e de Rosa Maria da Conceição. Casou com Celeida Miranda Rodrigues da Silva.
Foi eleito deputado federal nas eleições estaduais em Minas Gerais em 1994 e nas eleições estaduais em Minas Gerais em 1998. Em abril de 2002, foi admitido à Ordem do Mérito Militar no grau de Comendador especial pelo presidente Fernando Henrique Cardoso.
Foi eleito deputado federal nas eleições estaduais na Paraíba em 2002.